# 奈茨普雷里鎮區 (伊利諾伊州漢密爾頓縣)
奈茨普雷里鎮區（英語：Knights Prairie Township）是位於美國伊利諾伊州漢密爾頓縣的一個行政鎮區。

## 地方資料
根據2010年美國人口普查的數據，奈茨普雷里鎮區的面積為94.30平方千米，當中陸地面積為94.10平方千米，而水域面積為0.20平方千米。當地共有人口546人，而人口密度為每平方千米5.79人。